# Línea P13 (AUVASA)
La línea P13 de AUVASA es una línea laboral. Cruza Valladolid de sur a oeste, desde el barrio de Covaresa hasta el polígono industrial de San Cristóbal, pasando antes por el paseo de Zorrilla, las estaciones de autobuses y ferrocarriles, el centro y el barrio de Delicias.

## Frecuencias
| DÍA                | LUGAR DE SALIDA | HORARIOS DE SALIDA |
| ------------------ | --------------- | ------------------ |
| Laborables         | COVARESA        | 5:15 y 6:15        |
| Sábados y festivos | SIN SERVICIO    | -                  |

- Durante el mes de agosto el único servicio sale a las 6:15.

## Paradas
| Hacia Polígono San Cristóbal                | Correspondencia con líneas:         |
| ------------------------------------------- | ----------------------------------- |
| Pza. Castilla y León 1                      | -                                   |
| Ctra. Rueda 131 centro deportivo            | -                                   |
| Pº Zorrilla 203 esq. Vinos de Cigales       | -                                   |
| Pº Zorrilla 187 esq. Vinos Vega Sicilia     | -                                   |
| Pº Zorrilla 153 fte. centro comercial       | -                                   |
| Pº Zorrilla 133 Bº La Rubia                 | -                                   |
| Pº Zorrilla 101 LAVA                        | -                                   |
| Pº Zorrilla 65 fte. centro comercial        | -                                   |
| C/ Puente Colgante 47                       | -                                   |
| C/ Puente Colgante 1 fte. est. de autobuses | Estación de autobuses de Valladolid |
| C/ Estación del Norte Adif                  | Estación de Valladolid-Campo Grande |
| C/ Gamazo 17 esq. Bailén                    | -                                   |
| C/ Pza. España 12 igl. Capuchinos           | -                                   |
| C/ Labradores 38 túnel                      | P6                                  |
| Avda. Segovia fte. 57                       | P6                                  |
| C/ Embajadores 4 esq. Pº Farnesio           | P6                                  |
| Avda. Segovia fte. igl. del Carmen          | P6                                  |
| Avda. Segovia 88 esq. Hornija               | -                                   |
| Ctra. Segovia fte. Col. Hijas de Jesús      | PSC1                                |
| C/ Topacio esq. Aluminio                    | PSC1                                |
| C/ Cobalto 69 esq. Topacio                  | PSC1                                |
| C/ Cobalto 49 esq. Galena                   | PSC1                                |
| C/ Cobalto 21 esq. Pirita                   | PSC1                                |
| C/ Pirita fte. 10 esq. Aluminio             | PSC1                                |
| C/ Aluminio 7 esq. Turquesa                 | PSC1                                |